# Eucleodora chalybeella
Eucleodora chalybeella är en fjärilsart som beskrevs av Walsingham 1881. Eucleodora chalybeella ingår i släktet Eucleodora och familjen praktmalar, Oecophoridae. Inga underarter finns listade i Catalogue of Life.